# Ghost Sweeper Mikami: Gokuraku Daisakusen!!
Caça-fantasma Mikami: A Grande Batalha do Paraíso!! (GS美神 極楽大作戦!!, GS Mikami Gokuraku Taisakusen!!) é um mangá de comédia/horror criado, escrito e ilustrado por Takashi Shiina e publicado na revista semanal Shonen Sunday de 1991 a 1999. Em 1993, ganhou o Prêmio Shōgakukan para o melhor mangá shōnen.
O mangá foi adaptado para uma série de anime de 45 episódios chamada GS Mikami (GS美神) pela Toei Animation, transmitida entre 1993 e 1994; e cobre a maior parte dos nove primeiros volumes do mangá (de um total de 39). Posteriormente, realizou-se um filme baseado na série de televisão com estreia no Japão em 1994.
O mangá trata de temas como possessões demoníacas, exorcismos, xamanismos, yurei e yōkai.

## Sinopse
O desenvolvimento e superpopulação que ocorreu no Japão forçou muitos espíritos e fantasmas a saírem de suas casas à força, os quais começaram a ficar com raiva. Assim, foi criada a profissão de caça-fantasmas: exorcistas de espíritos malignos que trabalham por contratos de milhões de ienes. Entre todos que existem, apenas uma é conhecida como a melhor: uma jovem mulher chamada Reiko Mikami, anteriormente aprendiz do Padre Karasu. Mikami é a rainha dentre os caça-fantasmas, mas sua falha é a de amar o dinheiro mais do que qualquer outra coisa no mundo, independentemente dos sentimentos.
Parte da equipe de Mikami é: Tadao Yokoshima, um jovem estudante colegial, pervertido e fã de pornografia; e Okinu, a fantasma de uma moça que estava vagando em uma montanha por mais de 300 anos.
Juntos, combatem os fantasmas com feitiços, talismãs e poderes. Ao longo da história, aparecem vários personagens que a enriquecem - junto com o humor de Yokoshima quando deseja estar com Mikami, sendo que ela o odeia.
O enredo do mangá entrelaça-se com a cultura japonesa clássica e sua realidade moderna, com referências ocasionais a influências ocidentais. Em meio a estes acontecimentos, alguns arcos da história são mais longos, onde são apresentados novos personagens e os já existentes são mais desenvolvidos.

## Enredo
A história começa quando Mikami e Yokoshima estão fazendo o trabalho de exorcizar um fantasma muito antigo. Depois de horas de busca, ele é encontrado e eliminado; e depois conhecem Okinu, uma fantasma que tem mais de 300 anos de idade. Reiko oferece-lhe trabalho em troca de um descanso eterno algum dia; Okinu aceita e permanece na equipe.
Assim Mikami, juntamente com sua equipe de caça-fantasmas, pedem grandes somas de dinheiro para os seus empregadores, mas não paga quase nada a seus assistentes (Yokoshima, por exemplo, recebe dois dólares por hora).

## Personagens

### Personagens principais
- Reiko Mikami (美神 令子, Mikami Reiko)
- Tadao Yokoshima (横島 忠夫, Yokoshima Tadao)
- Kinu Himuro (氷室 キヌ, Himuro Okinu) (Okinu)

### Personagens secundários
- Emi Ogasawara (小笠原 エミ, Ogasawara Emi)
- Meiko Rokudo (六道 冥子, Rokudō Meiko)
- Doutor Caos (ドクター・カオス, Dokutā Kaosu)
- Maria (マリア)
- Kazuhiro Karasu (唐巣 和宏, Karasu Kazuhiro) ou Padre Karasu (唐巣 神父, Karasu Shinpu)
- Pietro de Blado (ピエトロ・ド・ブラドー, Pietoro do Buradoo) (Pete)
- Yakuchin (厄珍)

## Músicas

### Música de abertura
1. "Ghost Sweeper" de Chie Harada[1]

### Música de encerramento
1. "Believe Me" de Yumiko Kosaka[1]

### Trilha sonora
1. "Ghost Sweeper Original Soundtrack Vol.1"(Trilha sonora original Vol.1) [1][2]

| N.º | Título                                         | Duração |  |
| 1.  | "GHOST SWEEPER"                                | 3:44    |  |
| 2.  | "It's Gorgeous Life!" (It's ゴージャス Life!)  | 4:33    |  |
| 3.  | "GS Mikami tadaima sanjou!" (GS美神 只今参上!) | 5:45    |  |
| 4.  | "Yoru ni Kanpai" (夜に乾杯)                    | 2:23    |  |
| 5.  | "Dance no D" (ダンスのD)                       | 4:21    |  |
| 6.  | "Koi wa Oazuke" (恋はおあずけ)                 | 2:01    |  |
| 7.  | "Shiawase ni Mawari michi" (幸せにまわり道)    | 2:42    |  |
| 8.  | "Dangerous Game"                               | 1:29    |  |
| 9.  | "Cool na Heart ni..." (クールなハートに…)      | 2:18    |  |
| 10. | "Try my heaven"                                | 4:49    |  |
| 11. | "Gekka no Mure" (月下の群れ)                   | 1:53    |  |
| 12. | "Sokonashi no Genjitsu" (底なしの現実)         | 1:35    |  |
| 13. | "High Heel de Kiss" (ハイヒールでKiss)         | 2:14    |  |
| 14. | "Totteoki no Ashita" (とっておきの明日)        | 1:57    |  |
| 15. | "BELIEVE ME"                                   | 4:02    |  |

2. "Ghost Sweeper Original Soundtrack Vol.2"(Trilha sonora original Vol.2) de Toshihiko Sahashi  
| N.º | Título                                                         | Duração |  |
| 1.  | "IT'S DEAD EASY 〜 GHOST SWEEPER"                              | 3:45    |  |
| 2.  | "Me.Ma.I.Reflection" (め・ま・い・Reflection)                  | 0:54    |  |
| 3.  | "Dandy or Comedy" (ダンディorコメディ)                         | 2:16    |  |
| 4.  | "Nikkyuu 30 yen no Junboku" (日給30円の純朴)                   | 1:51    |  |
| 5.  | "Otome-tic shikigami tsukai" (乙女チック式神使い)              | 2:15    |  |
| 6.  | "Shounen Yokoshima Tanken-tai" (少年ヨコシマ探検隊)            | 5:24    |  |
| 7.  | "Maigo no Lonely Heart" (迷子のLonely Heart)                   | 3:19    |  |
| 8.  | "Noble Mind" (ノーブル・マインド)                              | 1:39    |  |
| 9.  | "Mayonaka no Raihou-sha" (真夜中の来訪者)                      | 2:29    |  |
| 10. | "Yuutai Ridatsu de Fly Fly Fly" (幽体離脱でフライフライフライ) | 3:59    |  |
| 11. | "THE Professional LADY" (THEプロフェッショナルLADY)            | 1:51    |  |
| 12. | "Just Like a Gambler"                                          | 3:09    |  |
| 13. | "Yakkai na Jyorei" (やっかいな除霊（ビジネス）)                | 3:01    |  |
| 14. | "DX climax" (DXクライマックス)                                 | 3:06    |  |
| 15. | "Happy End de Iijanai" (ハッピーエンドでいいじゃない)          | 2:02    |  |
| 16. | "BELIEVE ME 〜 YOU ARE MORE THAN GHOST"                        | 4:02    |  |

## Filme
Caça-fantasma Mikami também teve em 1994 um filme chamado "Caça-fantasma Mikami: A Grande Batalha do Paraíso!!" (o nome original do mangá). O filme dura cerca de 60 minutos e foi realizado pelos estúdios da Toei Animation, sob a direção de Atsutoshi Umezawa e sob licença da Manga Entertainment. Nele, um exorcista morto se alia à Mikami para tentar derrotar o malvado Nosferatu - um vampiro que, através de seu exército zumbi, quer assumir todo o Japão.

## Videojogos
Elaboraram-se dois videojogos baseados no mangá e no anime. Em 1993, um videojogo titulado ''Caça-fantasmas Mikami: Enfermeira Exorcista de Belo Corpo''(ゴーストスイーパーGS美神~除霊師はナイスバディ~ ?) foi lançado para o Super Famicom. Em 1994, "Caça-Fantasma Mikami" (GS Mikami) foi publicado pela Banpresto para o PC Engine.
''Caça-fantasmas Mikami: Enfermeira Exorcista de Belo Corpo'', Ghost Sweeper Mikami: Joreishi ha Nice Body (ゴーストスイーパー GS美神 〜除霊師はナイスバディ〜, GS Gosutosuipa graces the exorcism Fra ~ Nice Body) é um jogo de deslocamento lateral em que o jogador controla Reiko através de múltiplos estágios. Reiko está armada com um bastão mágico que pode utilizar para vários tipos de ataques corpo a corpo. O báculo pode disparar vários tipos de projéteis, mas os poderes adicionais se perdem se Reiko recebe danos. Ele também pode ser usado como um tipo de gancho para pegar determinadas plataformas. Há também ataques mágicos limitados que afetam todos os inimigos que estão na tela.
Etapas do jogo
1.- O Fantasma do Trem (do capítulo 11, "O trem fantasma")
2.- A Boneca (do capítulo 3, "A maldição das bonecas")
3.- O Inseto que aparece quando Mikami se encolhe (do capítulo 18, "Mikami, a encolhida")
4.- O Cachorro Fantasma (do capítulo 5)
5.- O Vampiro (do capítulo 16, Luta com ele na Vassoura voadora do capítulo 31)
6.- O Palhaço Flautista (do capítulo 22, "O flautista diabólico contra-ataca")
7.- Pesadelo (O Cavalo de Madeira do capítulo 44)
8.- Medusa (O Chefe Final do capítulo 29)